# Scariberge
Scariberge, dite sainte Scariberge, est une sainte catholique du VIe siècle. Elle est fêtée dans les Yvelines le 18 juillet, le 2 ou le 12 octobre.  

## Biographie
Scariberge serait la fille de Landehilde, sœur de Clovis, ce qui fait d’elle la nièce du roi franc. Elle épouse Arnoul des Yvelines ; le couple se sépare toutefois pour qu’Arnoul parte vivre une vie de missionnaire. Arnoul est assassiné soit dans la forêt de Rambouillet (alors nommée forêt d’Yveline) soit à Reims, rue du Barbâtre par d’anciens serviteurs de Scariberge répudiés lorsque Scariberge avait rejoint un couvent.
Selon certaines versions, Scariberge, conformément aux volontés de son mari décédé, fait transporter son corps à Tours mais voit le convoi bloqué dans son avancée, et décide de lui faire construire un tombeau sur place, à l’endroit qui deviendra Saint-Arnoult-en-Yvelines. Pour d’autres, c’est elle qui retrouve ses restes avant de procéder à la sépulture. Ce tombeau pourrait correspondre à la crypte de l’église Saint-Nicolas de Saint-Arnoult-en-Yvelines.
Elle aurait ensuite fait édifier un oratoire non loin de là, dédié à Rémi de Reims, ainsi qu’une cellule où elle se serait retirée, effectuant régulièrement le trajet à pied jusqu’à Saint-Arnoult.

## Postérité
Le 6 mai 1967, les restes de Scariberge sont rassemblés avec ceux d’Arnoul dans le reliquaire de l’église de Saint-Arnoult.
Elle est célébrée localement le 18 juillet (comme Arnoul) ou le 2 ou le 12 octobre.
À Bullion se trouve une chapelle Sainte-Anne-Sainte-Scariberge. Il y a une rue Sainte-Scariberge à Saint-Arnoult-en-Yvelines.